# Колодій Анатолій Миколайович
Анатолій Миколайович Колодій (нар. 1 червня 1961, м. Дрокія Молдавської РСР) — доктор юридичних наук, професор, академік Академії наук вищої школи України, заслужений юрист України. Автор понад 120 наукових праць, серед яких монографії, навчальні посібники, наукові статті та доповіді.
Полковник міліції, начальник кафедри конституційного права Національної академії внутрішніх справ України.

## Наукові праці
- «Конституція і розвиток принципів права України (методологічні питання)» (дисертація на здобуття наукового ступеня доктора юридичних наук) — Київ, 1998.
- Права людини і громадянина в Україні: навчальний посібник / А. М. Колодій, А. Ю. Олійник ; М-во освіти і науки України. — Київ: Юрінком Інтер, 2004. — 336 с. — ISBN 966-667-084-4
- Правознавство: підручник / ред. В. В. Копейчиков, А. М. Колодія. — Київ: Юрінком Інтер, 2004. — 752 с. — ISBN 966-667-154-9
- Державне будівництво і місцеве самоврядування: навчальний посібник / А. М. Колодій, А. Ю. Олійник. — К.: Юрінком Інтер, 2001. — 304 с. — ISBN 966-7784-68-1.